# 脂習
脂 習（し しゅう、生没年不詳）は、中国後漢時代末期から三国時代にかけての政治家。字は元升。司隷京兆尹（陝西省）の人。

## 経歴
後漢に仕え、献帝の長安遷都に従い、長安脱出、洛陽帰還、許都遷都にも同行した。
建安七子の一人である孔融と親しく、いつも孔融の剛直さを戒めていた。曹操に憎まれた孔融が殺されたとき、許都の人は誰一人としてこの遺体を収容しようとはしなかった。脂習はこれを聞くと、急ぎ馳けつけて屍を撫で「文挙どのはわしを見捨てて死んでしまわれた。わしも生きていて何としよう」といった。これを聞きつけた曹操は脂習を逮捕させたが、その誠実さに感じ入り放免した。後に脂習が曹操に謝罪すると、曹操は親しみを込めて字で呼びかけ脂習を労り、住居と食料を与えた。
その後、魏の曹丕は脂習が前漢の欒布にも似た信義の士であるとして召しだそうとしたが、高齢を理由に拒絶されたため、中散大夫の官を与えた。
死去した際は80歳を超えていたという。